# Fimbrios
Genre
Fimbrios est un genre de serpents de la famille des Xenodermatidae. 

## Répartition
Les deux espèces de ce genre se rencontrent au Cambodge et au Viêt Nam.

## Liste des espèces
Selon The Reptile Database (21 janvier 2014) :
- Fimbrios klossi Smith, 1921
- Fimbrios smithi Ziegler, David, Miralles, Van Kien & Quang Truong, 2008

## Publication originale
- Smith, 1921 : New or little-known Reptiles and Batrachians from Southern Annam (Indochina). Proceedings of the Zoological Society of London, vol. 1921, p. 423-440 (texte intégral).